# كارلوس خواكين غونزاليس
كارلوس خواكين غونزاليس (بالإسبانية: Carlos Joaquín González)‏ هو سياسي مكسيكي، ولد في 6 يناير 1965 في كوزوميل في المكسيك. حزبياً، نشط في الحزب الثوري المؤسساتي. وقد انتخب Governor of Quintana Roo ‏ وانتخب عضو مجلس النواب المكسيك.